# Мармуліївка
Мармулі́ївка — село в Україні, у Володарській селищній громаді Білоцерківського району Київської області. Розташоване при впадінні річки Злодіївка у річку Рось за 29 км на захід від смт Володарка. Населення становить 460 осіб.

## Етимологія
За народною етимологією село отримало назву від Мормили — «давнього дворянського прізвища українського». До XX ст. село називалось Мормиліївка або Мормоліївка Також зустрічається назва Мормоловка. 
За іншою версією, в основі назви села лежить діалектне слово мармул, яке, своєю чергою, походить від давньоверхньонімецького слова marmul, що означає мармур.

## Історія
На території села виявлено:

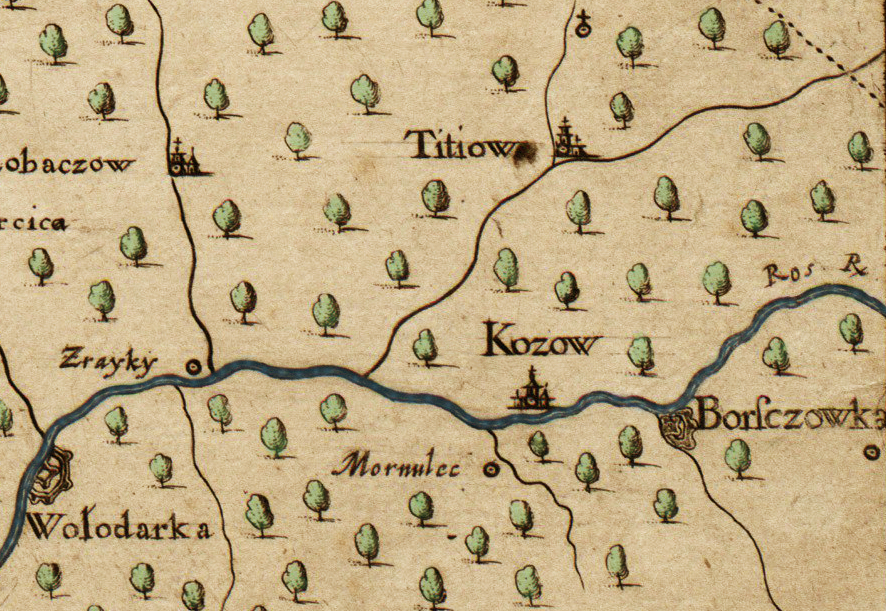
Мармуліївка (Mormilec) на мапі Боплана (1650)

— поселення II тис. до н. е. (під лінією електропередач на першій надзаплавній терасі лівого берега річки Рось);
— поселення VII-VI ст.до н. е. (1,5-1,2 км на схід від околиці колгоспного саду, обмежене пересохлим струмком);
— поселення III-IV ст. н. е. черняхівської культури (на першій надзаплавній терасі лівого берега річки Рось, 0,5 км на схід від кар'єру, на околиці колгоспного саду);
— поселення III-IV ст. черняхівської культури (1,5 км на схід від околиці села, біля саду).
Археологічні розкопки на території села свідчать про давність поселення людей. Проте село було засноване на рубежі XVII-XVIII століття.
1864 року Лаврентій Похилевич зазначав:
«Село лежить при впадінні з лівого боку річки Струг в Рось, навпроти села Кошева, відділеного Россю. Частина села, що лежить вище уздовж річки Струг відстанню в половину версти, називається Капустинці. Жителів обох статей: православних — 983, римських католиків — 59, євреїв — 2. При селищі, над річкою Рось, є стародавнє земляне замковище, що має в окружності 50 сажнів. У ньому залишилися печери або ями, з яких одна в 80 сажнів завдовжки й 7 сажень завширшки. Інші завдовжки по 8 сажнів».
За адміністративно-територіальним поділом XIX століття село входило до Сквирського повіту. У XX столітті відійшло до території Володарського району. 
За повідомленням Л.Похилевича «церква Свято-Михайлівська, дерев'яна, стара, 6-го класу, яка має землі 57 десятин; побудована 1734 року колишнім керуючим маєтком Заблодським» (за іншою версією — Забродським). 1847 року її суттєво перебудували. У радянську добу храм частково зруйнували, зокрема знесли баню.

## Галерея

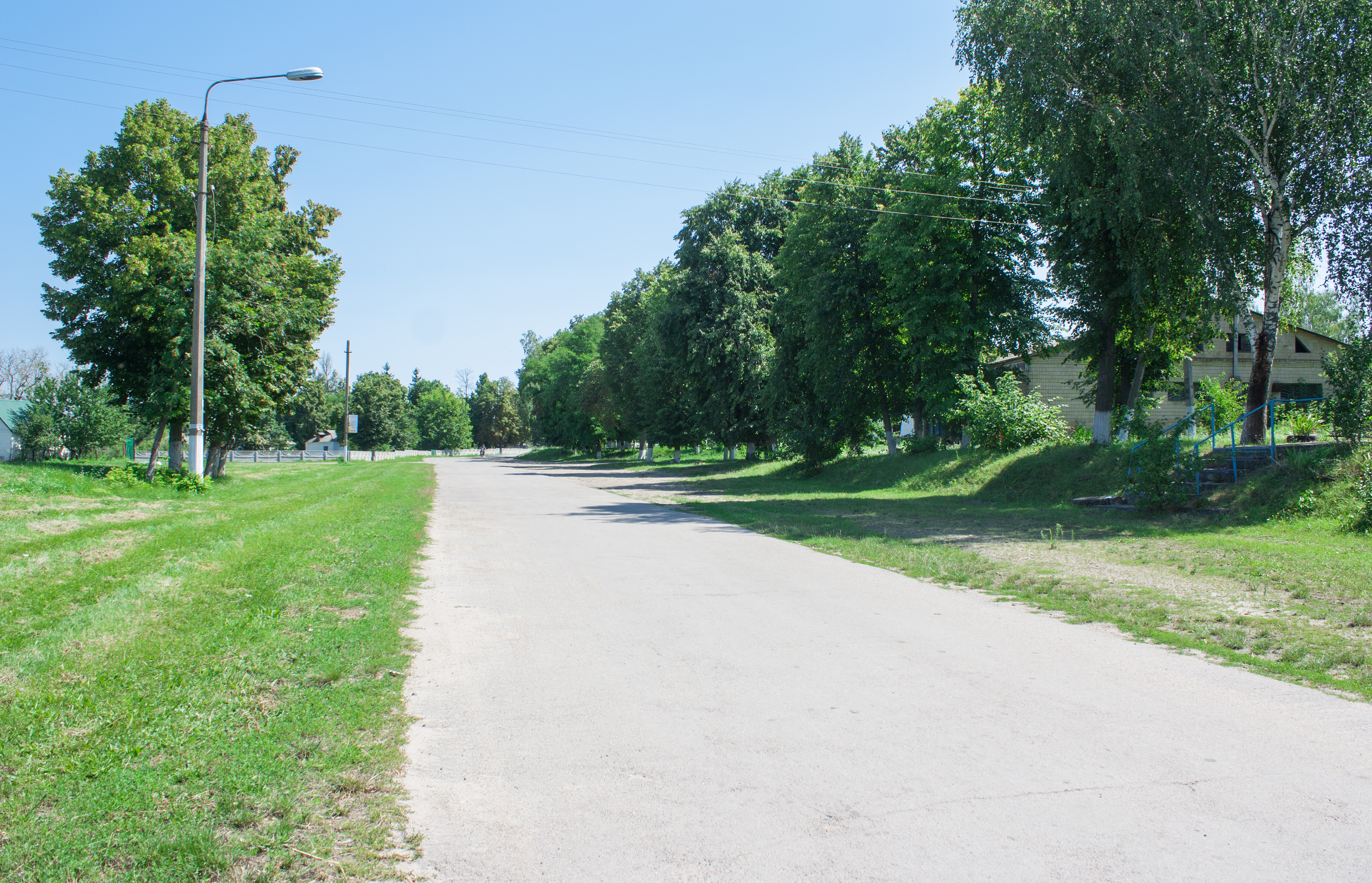
Вулиця Центральна
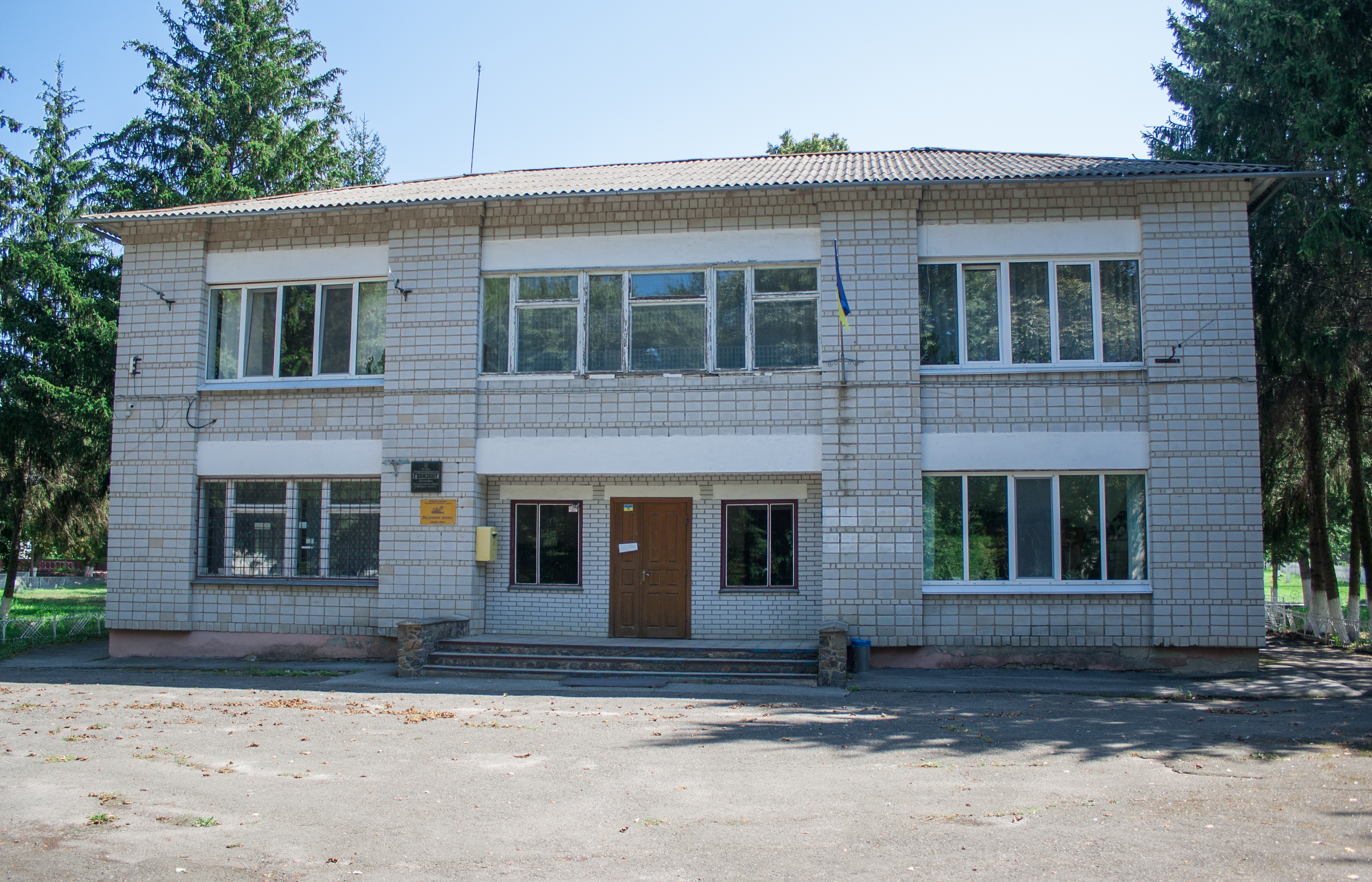
Сільська рада
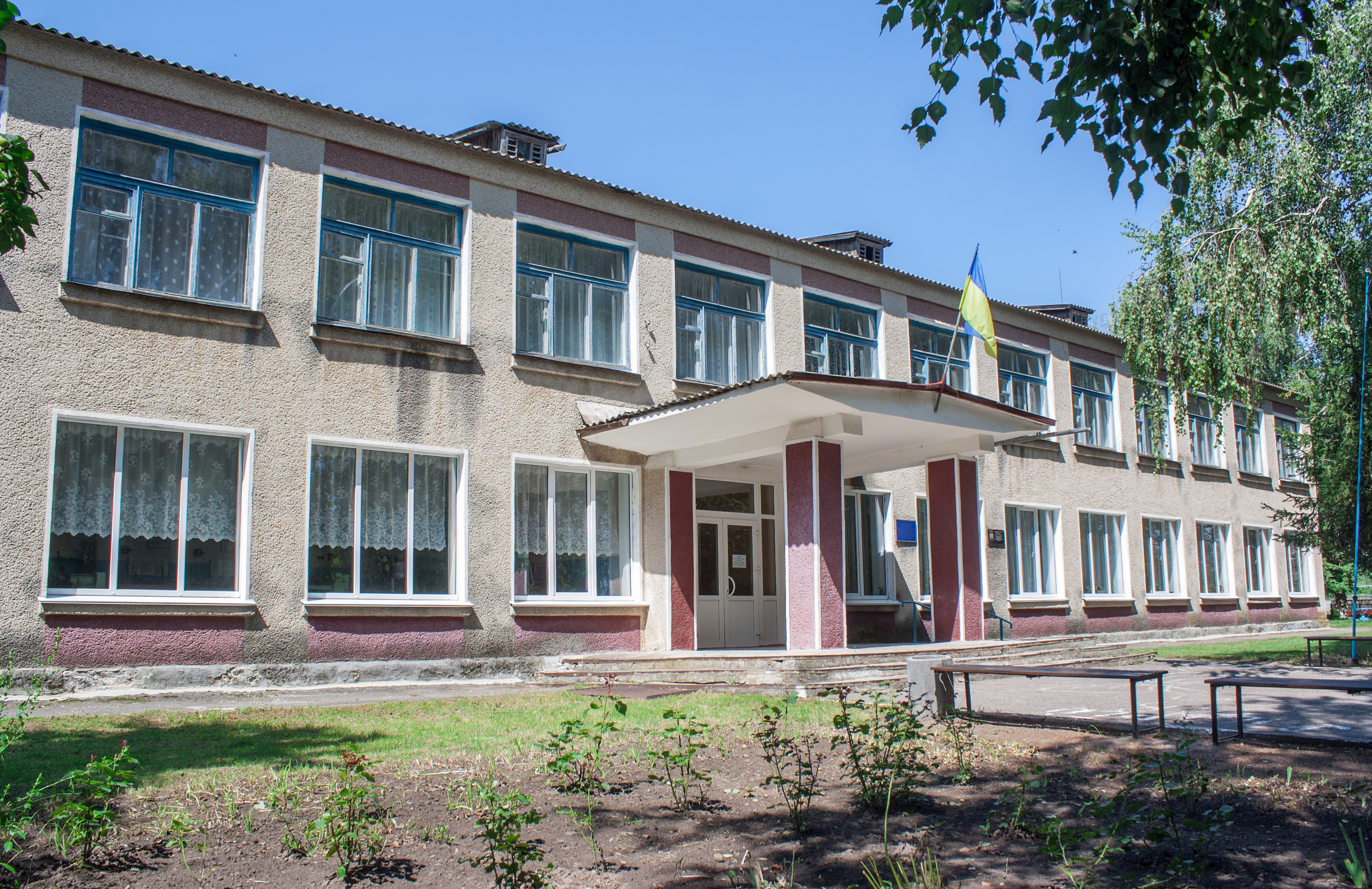
Школа
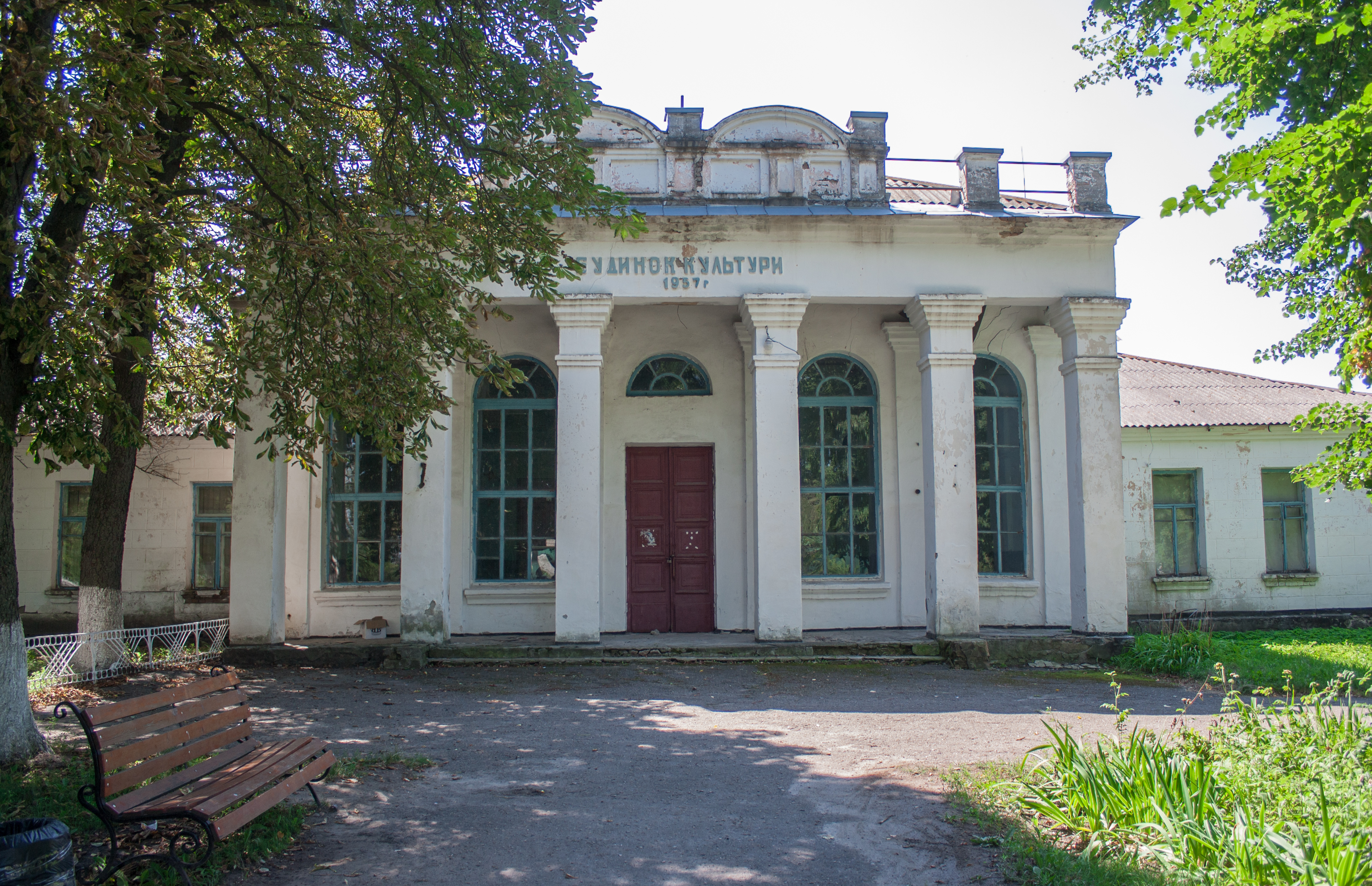
Будинок культури
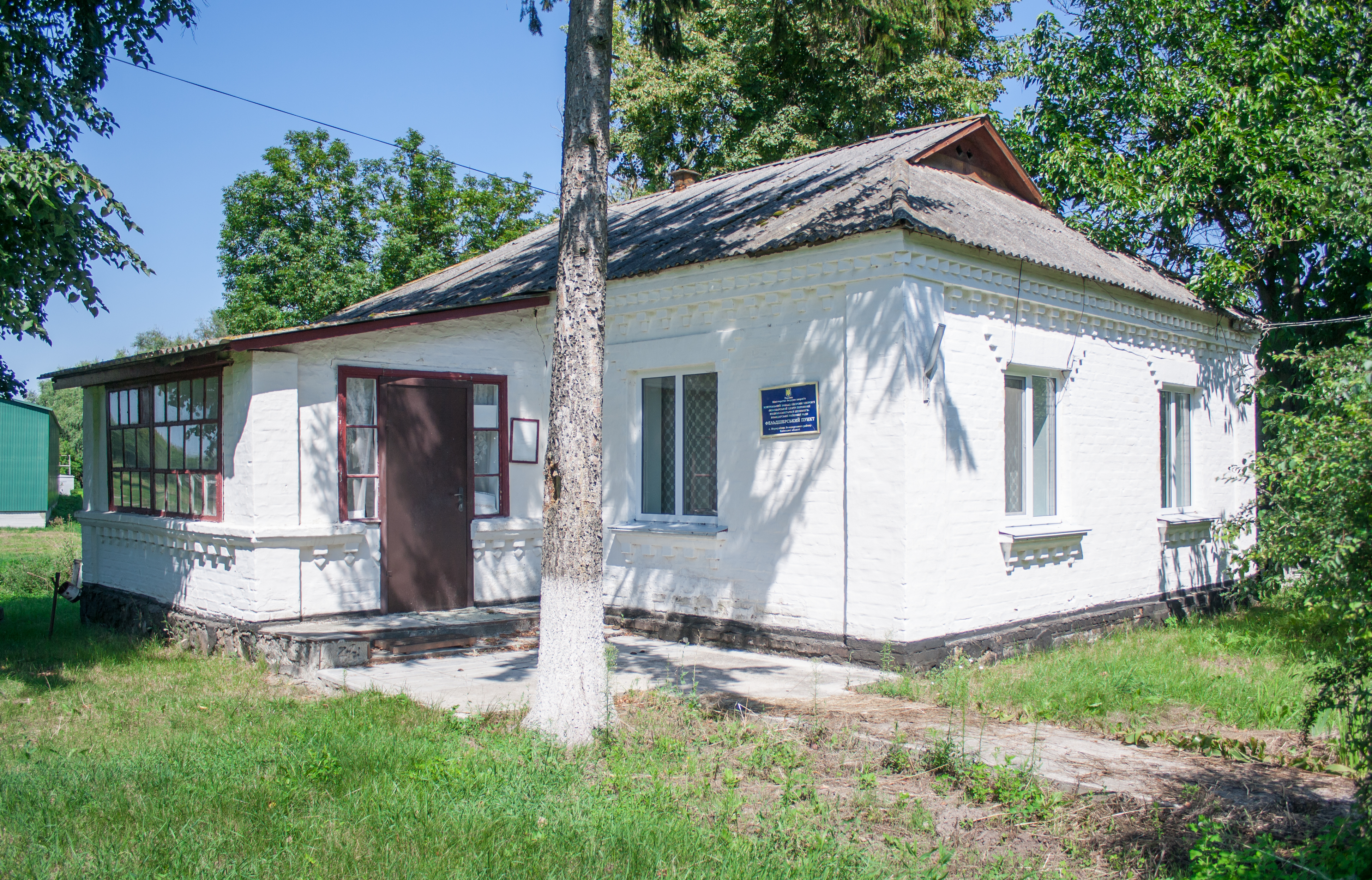
Фельдшерський пункт
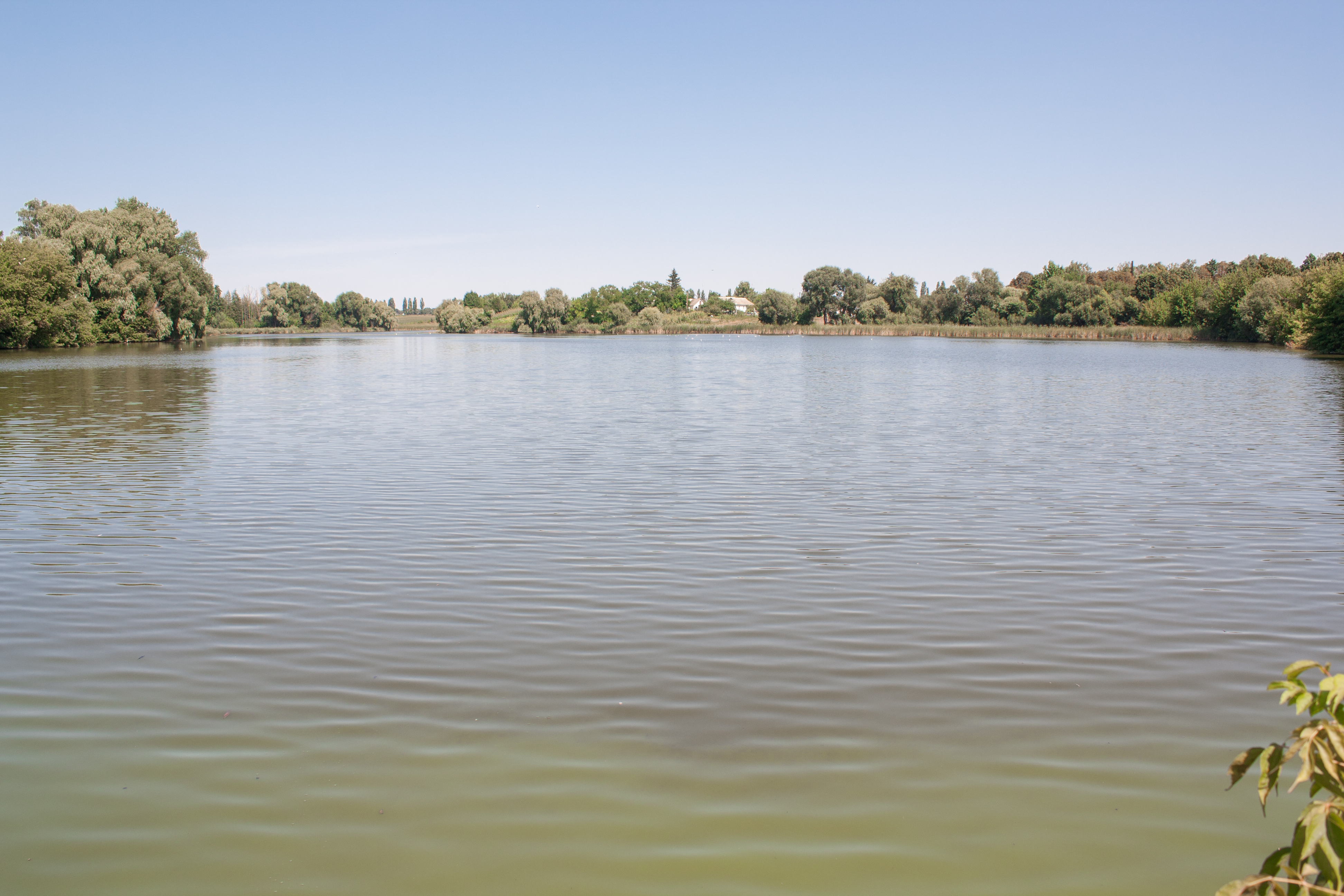
Ставок на річці Злодіївка
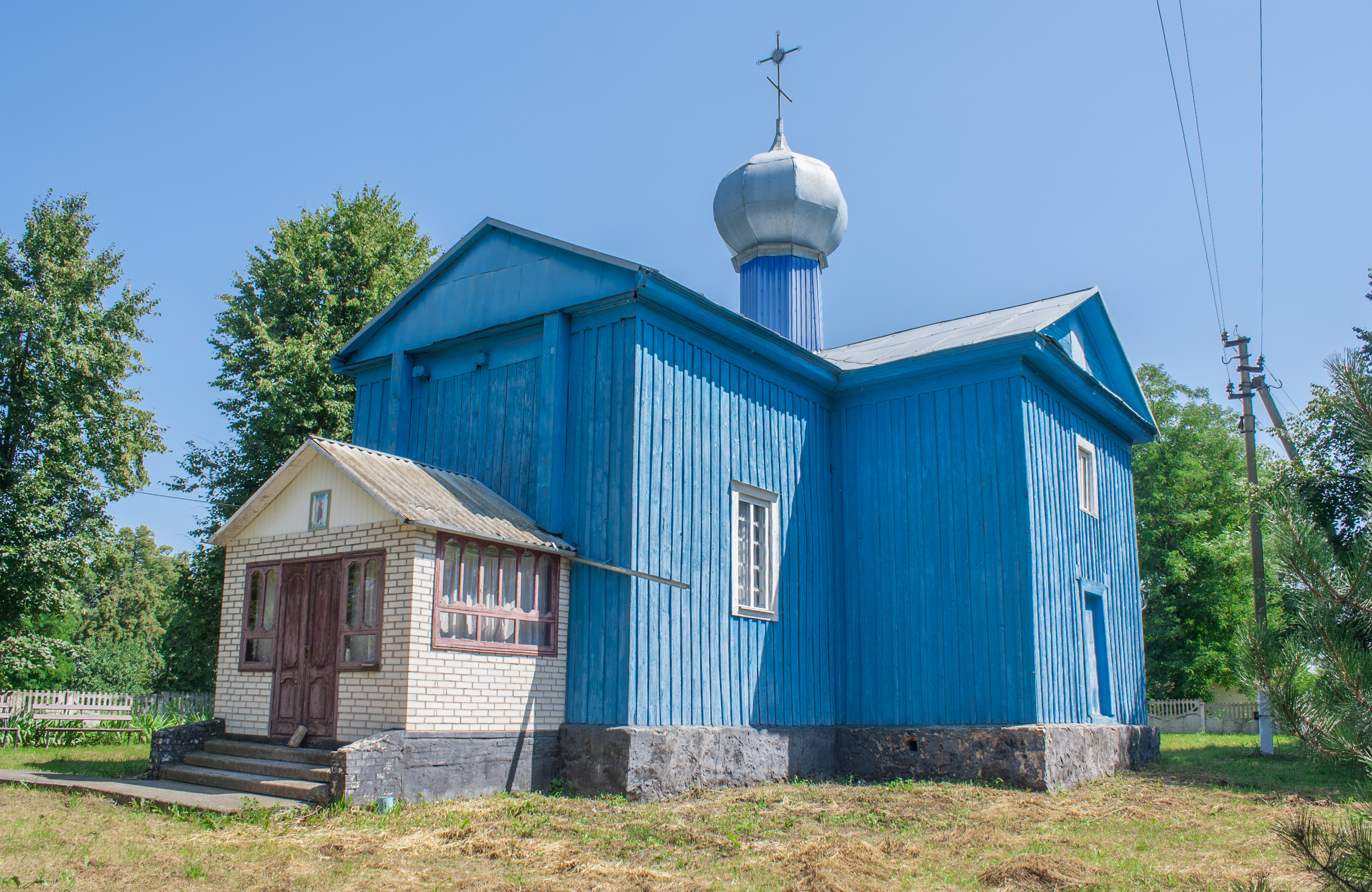
Михайлівська церква (1847 р.)
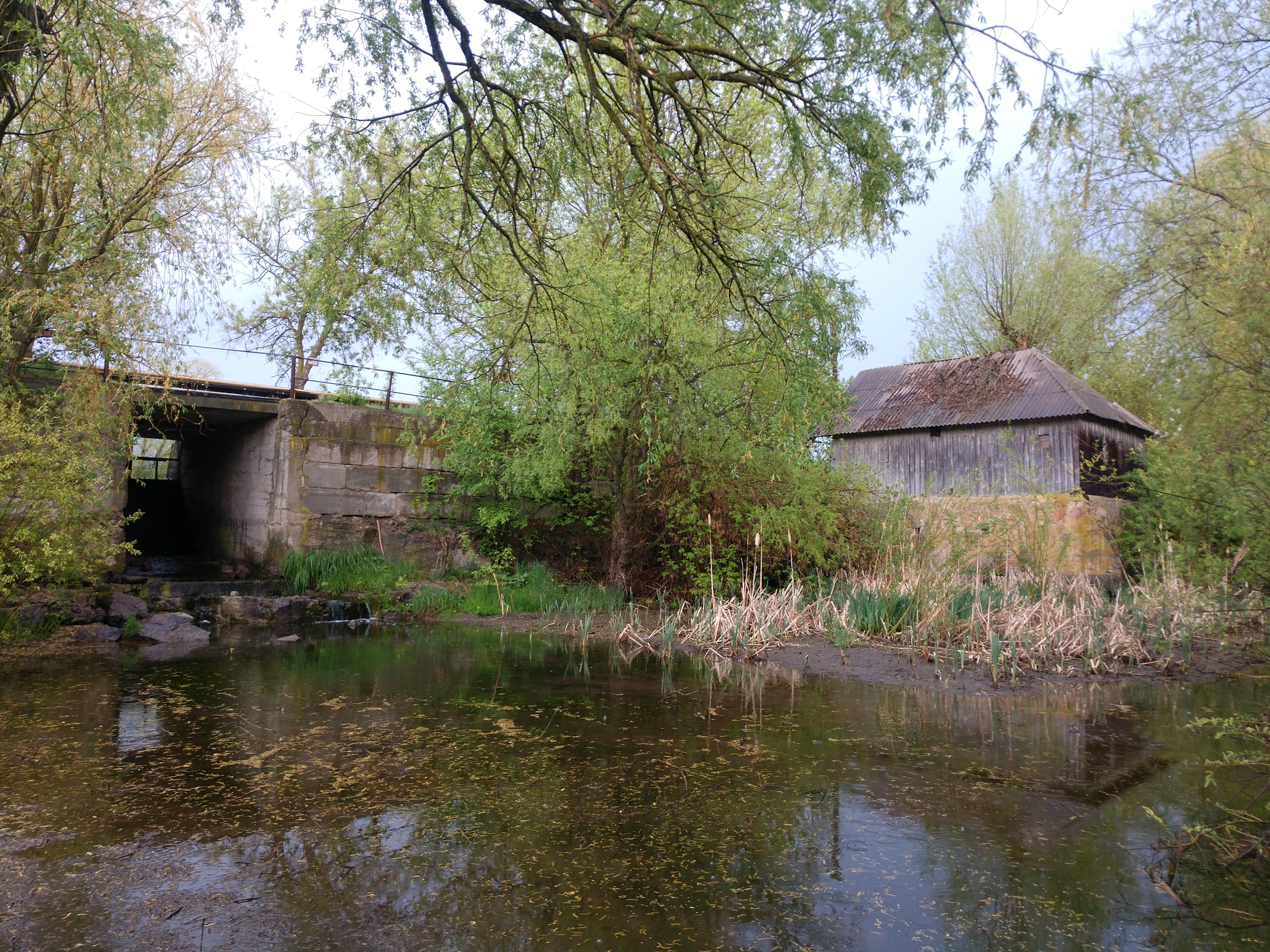
Водяний млин
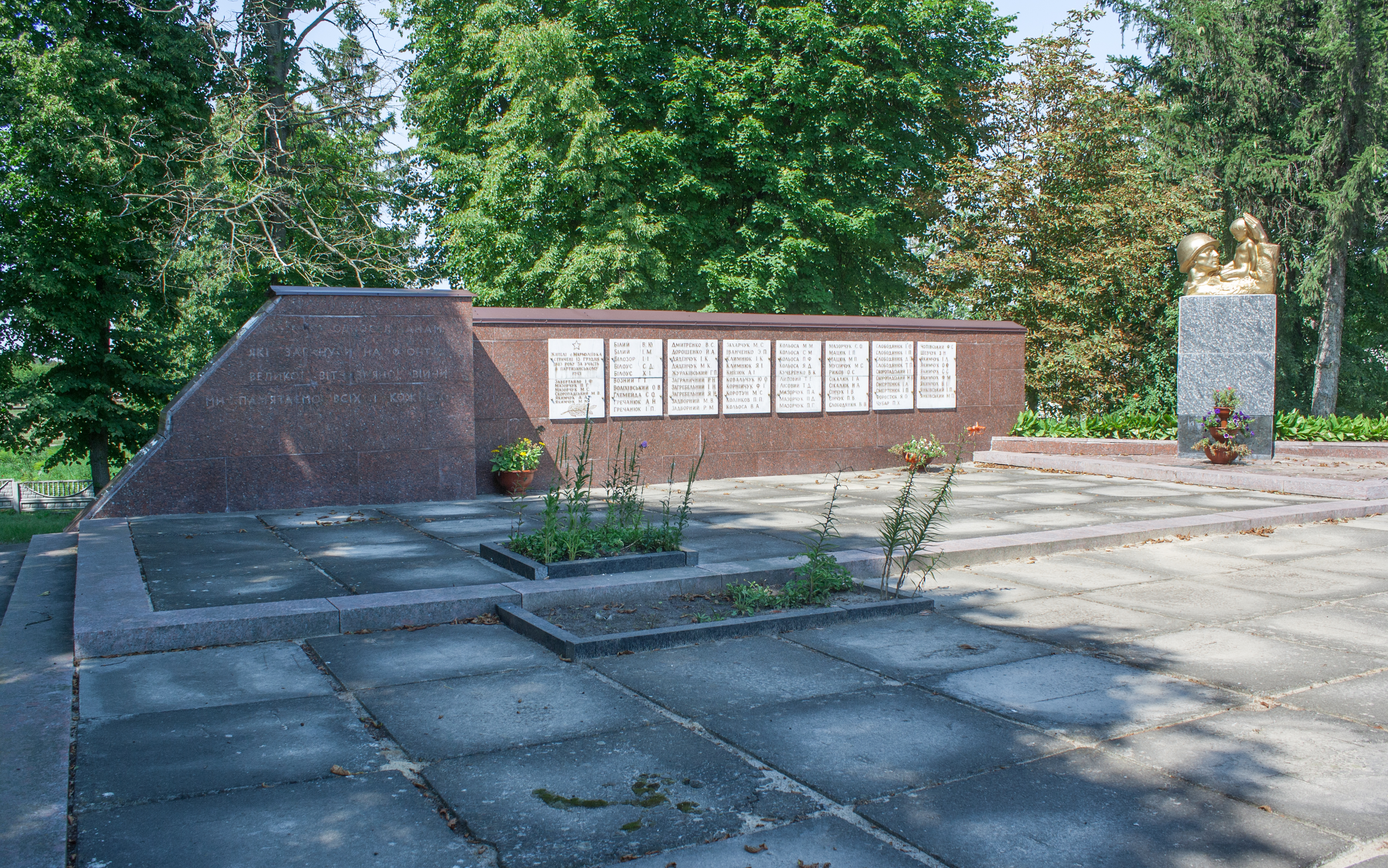
Пам’ятник на честь воїнів-односельців
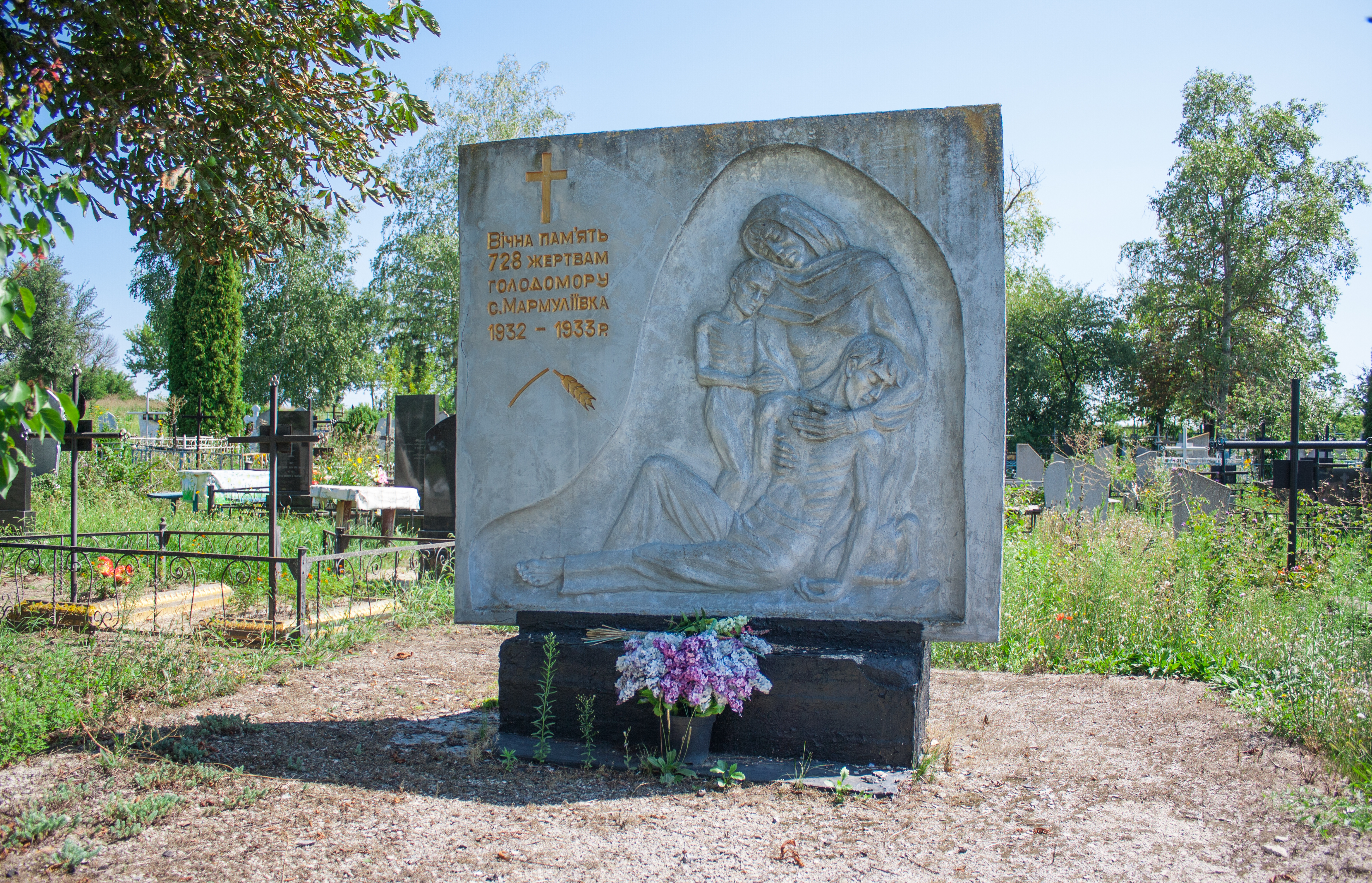
Пам’ятник жертвам Голодомору